# Samuel Viana
Samuel José Rodrigues de Viana (Belo Horizonte, 5 de Março de 1992) é um advogado e político brasileiro, filiado ao Republicanos (REP), eleito para o cargo de Deputado Federal por Minas Gerais.

## Biografia
Samuel Viana iniciou sua carreira política em 2022, com uma candidatura ao cargo de deputado federal, no qual se elegeu atingindo a votação de 62.704 votos.
É filho do senador Carlos Viana (Podemos).